# Episodi di Young Rock (seconda stagione)
La seconda stagione della sitcom Young Rock è stata trasmessa negli Stati Uniti in prima visione su NBC dal 15 marzo al 24 maggio 2022.
In Italia la stagione è andata in onda il 19 dicembre 2022 su Sky Serie.
| n° | Titolo Originale             | Titolo Italiano | Prima TV USA   | Prima TV Italia  |
| -- | ---------------------------- | --------------- | -------------- | ---------------- |
| 1  | Unprecedented Fatherhood     |                 | 15 marzo 2022  | 19 dicembre 2022 |
| 2  | Seven Bucks                  |                 | 22 marzo 2022  | 19 dicembre 2022 |
| 3  | In Your Blood                |                 | 29 marzo 2022  | 19 dicembre 2022 |
| 4  | In the Dark                  |                 | 5 aprile 2022  | 19 dicembre 2022 |
| 5  | What Business?               |                 | 12 aprile 2022 | 19 dicembre 2022 |
| 6  | Kiss and Release             |                 | 19 aprile 2022 | 19 dicembre 2022 |
| 7  | An Understanding             |                 | 26 aprile 2022 | 19 dicembre 2022 |
| 8  | Corpus Christi               |                 | 3 maggio 2022  | 19 dicembre 2022 |
| 9  | Backyard Brawl-B-Q           |                 | 10 maggio 2022 | 19 dicembre 2022 |
| 10 | Rocky's Code                 |                 | 17 maggio 2022 | 19 dicembre 2022 |
| 11 | You Gotta Get Down to Get Up |                 | 24 maggio 2022 | 19 dicembre 2022 |
| 12 | Let the People Decide        |                 | 24 maggio 2022 | 19 dicembre 2022 |